# Szentmihályfai-patak
A Szentmihályfai-patak a Zalai-dombságban ered, Bödétől délnyugati irányban. Útja során eleinte kelet felé halad. Böde és Zalaszentmihályfa között folyik bele a Határ-patak. Ezt követően Zalaszentmihályfán folyik keresztül a Kossuth Lajos utcától délre,ezzel egyidejűleg elkerüli Hottót dél felől, majd északkeletnek folytatja irányát. Teskándot elérve a Petőfi Sándor utcával párhuzamosan folytatja útját, majd átfolyik a 7405-ös út alatt. Végül Zalaegerszeg nyugati részén, Vorhota és Andráshida városrészek között éri el a Zala folyót.
A patak a NYUDUKÖVIZIG Zala tervezési alegységének részét képezi.

## Part menti települések
- Böde
- Zalaszentmihályfa
- Teskánd
- Zalaegerszeg